# Amerist
Amerist（en grec antic: Ἀμέριστος) fou un matemàtic de l'antiga Grècia que es va destacar en el camp de la geometria. Era germà del poeta Estesícor, i va viure a mitjan segle vi aC.
Apareix a la llista de matemàtics de Procle, i també era citat per Hípies d'Elis, segons els quals era un geòmetra d'anomenada. No es coneix res més de la seva vida ni de la seva obra.